# Assassin’s Creed: Brotherhood
Az Assassin's Creed: Brotherhood a közvetlen folytatása a 2009-es Assassin’s Creed II játéknak. Cselekménye közvetlenül az Assassin's Creed II-ben történtek után kezdődik. 
A történet most is Ezio Auditore da Firenze történetét mutatja be. Láthatjuk, ahogy Ezio felveszi a harcot Rómában, a zsarnoki Templomos családdal, a Borgiákkal, és visszaállítja a város régi arculatát.
A játék folytatását 2011 májusában jelentették be, és Assassin's Creed: Revelations címmel novemberben adták ki.

## Történet
Az Animus 2.0 segítségével Desmond Miles megkísérelte újraélni őse, Ezio Auditore későbbi emlékeit, remélve, hogy így megtudják, hol van az ő Éden Almája, amivel megakadályozhatnák a megjósolt katasztrófát.
Azonban nem a beállított 1506-os évekbeli emlékhez jutott el, hanem a Vianai csatát kényszerült újraélni. Amikor Ezio ott felnézett a megostromolt vianai kastélyra, eszébe jutottak a hasonló monteriggionii események, melyek Desmondot egy még korábbi, 1499-es emlékhez kényszerítették.

### Monteriggioni eleste
Miután Ezio elhagyta a Vatikán alatti kamrát Minerva üzenetének meghallgatása után, észrevette, hogy Rodrigo Borgia eltűnt. Megpróbálta kihúzni a hátrahagyott Pásztorbotot, de hiába, az elsüllyedt és elérhetetlenné vált.
Ezután a bejáratnál álló Mario Auditore magához hívta, és együtt törtek maguknak kiutat a Vatikánból. Ezio képtelen volt eldönteni, hogy a Tiberisbe dobja-e az Almát, vagy nem, ezért Mariónak adta megőrzésre. Ezt követően lóháton lovagoltak vissza Monteriggioniba.
Eziónak hamarosan rá kellett jönne, hogy a Templomos fenyegetés csak kis mértékben csökkent, hiszen Cesare Borgia, Rodrigo Borgia fia, hamarosan ostromot indított Monteriggioni ellen. Cesare katonákból, tornyokból, és ágyukból álló hadserege minden erejét latba vetve támadott, elpusztítva a város és a villa nagy részét. A támadás után Monteriggioni romokban hevert, Eziót súlyosan megsebesítették a lövészek, és Marióval maga Cesare végzett. Bár Ezio megpróbálta lóháton követni nagybátyja gyilkosát, a Rómába vezető úton sérülése következményeként elájult.
Ezen a ponton ébredt fel Desmond az Asszaszinok teherautójában elhelyezett Animusban, éppen, amikor megérkeztek az Auditore-villához, a modern Monteriggioniba, az utolsó olaszországi menedékhelyükre. Lucy Stillman elmagyarázta nekik, hogy meg kell találniuk Ezio Édenalmáját, mivel azt gyanította, hogy az megváltozott, amikor Minerva megérintette a Kamrában.
Desmond, Lucy, Shaun és Rebecca ezután a villába mentek, a földalatti Szentélyben keresve menedéket, melyben rejtve maradhattak az Abstergo mobiltelefon-átjátszó tornyai előtt. Mivel azonban az ajtó zárva volt, Desmondnak és Lucynak  másik bejáratot kellett találnia. Miután bejutottak a titkos úton, melyet Ezio és a város polgárai használtak a Borgia támadáskor, kinyitották a bejáratot Shaunnak és Rebeccának.
A Szentélyben Desmond a vérzés effektnek köszönhetően látott egy korosabb Eziót megjelenni. Ebből arra következtetett, hogy visszatért a villába több évvel a Borgia támadás után, de látogatás célját nem tudta biztosan. Talált ezen kívül még egy jelet, amit Ezio rajzolt a falra, és saslátása segítségével számsorozatokat pillantott meg a szimbólum alatt.
A négy Asszaszin újra működésbe hozta az Animus 2.0-t, Desmond visszatért Ezio emlékeihez, mivel Lucy úgy gondolta, ha javul a szinkronizáció Ezióval, Desmond hozzáférhet az emlékhez, melyből kiderül az Alma holléte.

### Háború Rómában
Ezio egy kis római házban tért magához, ahol egy nő, aki ápolta, elmondta, egy férfi hozta el hozzá, aki új páncélzatot és ruhát hozott neki. Miután elhagyta a házat és gyógyszert vett az egyik orvosnál, Ezio elindult, hogy találkozzon Niccolò Machiavellivel.
Machiavellitől megtudta, hogy egész Róma romos állapotban van, és hogy a polgárokat elnyomják a Borgia erők. Később összefutott Romulus követőivel, és átkutatta az egyik rejtekhelyüket, Néró Aranypalotáját.
A Tiberis-szigeten, a város közepén felállítva bázisát, Ezio hozzálátott a város felszabadításának Cesare városhoz és tábornokai befolyása alól. Ennek érdekében Ezio újra kiépítette a jó kapcsolatot az Asszaszin céh és a város többi céhe között. Ezek név szerint a kurtizánok (vezetőjük: Madonna Solari, majd később Claudia Auditore), a tolvajok (vezetőjük: La Volpe) és a zsoldosok (vezetőjük: Bartolomeo d’Alviano) voltak.
Ezio ezután hozzálátott a Testvériség újjáépítésének tanítványok toborzásával, akik egyrészt városukat újjáépíteni kívánó, elkeseredett polgárokból álltak, másrészt Asszaszin növendékekből, ilyen volt például Francesco Vecellio. Miután a tanítványok teljesítették a kiképzést, Ezio csapatokba osztotta őket, és küldetéseket kaptak szerte Európában.
Ezio ezután hozzálátott a Borgia befolyás csökkentésének Rómában, azzal, hogy elpusztított több Borgia tornyot miután végzett a parancsnokukkal. Meggátolta ezen kívül Cesare erőit azzal, hogy csapást mért az fegyverraktárukra, a katonai pénzalapjukra, és a franciáktól segítségként küldött csapatokra. Ennek érdekében elpusztította Leonardo da Vinci harci gépeit, és megölte Cesare két kulcsfontosságú tábornokát, bankárát, Juan Borgiát, és a francia tábornokot, Octavian de Valoist.
Ezután megtudta, hogy Pietro Rossinál, egy színésznél, aki Lucrezia Borgia játékszere volt, van egy kulcs az Angyalvárhoz. Mivel tudta, hogy szüksége lesz rá, hogy meggyilkolhassa Cesarét és Rodrigót, Ezio követte Micheletto Corella, Cesare személyes bérgyilkosát, aki parancsba kapta, hogy végezzen Pietróval. Miután Ezio megmentette a színészt attól, hogy dárdával ledöfjék a színdarabja közben, illetve, hogy meghaljon a megmérgezése következtében, Pietro odaadta az Asszaszinnak az Angyalvár kulcsát.
Miután Ezio teljesítette ezen feladait, beavatta Claudiát az Asszaszin Rendbe, és Machiavelli az Itáliai Asszaszinok Mentorának nevezte ki.

### Cesare bukása
Nem sokkal ezután Ezio beosont a kastélyba, ahol szemtanúja lett annak, ahogy Rodrigót megöli a saját fia, Cesare. Cesare kényszerrel kiszedte az Éden Almájának hollétét Lucreziából, és sietve elindult, hogy megszerezze azt a Basilica di San Pietróban. Ezio azonban megelőzte őt, megszerezte az Almát, és segítségével térdre kényszerítette Cesare maradék seregét.
Az utolsó csatában Ezio Asszaszin társaival együtt összecsapott Cesarével és életben maradt embereivel Róma kapujánál. Cesarét letartóztatta Fabio Orsini az új pápa meggyilkolásáért, de előtte az még kijelentette, hogy nem sokáig lesz láncra verve, és hogy nem ölheti meg őt halandó.
Később Ezio, akit Cesare kijelentése nem hagyott nyugodni, aggályait Leonardóval beszélte meg, mire az azt javasolta, az Alma segítségével derítse ki, az elfogott Borgia szavai igaznak bizonyulnak-e. Ezio hezitált, de végül úgy döntött, elfogadja a tanácsot. Kiderült számára, hogy Cesare valóban ki fog szabadulni a börtönből. Ezio kijelentette, hogy most rögtön indulnia kell. Leonardo aggodalmát a vezető nélkül maradt Asszaszin céh miatt a következő szavakkal oszlatta el: "Egy tartós Testvériséget építettem ki, mely velem vagy nélkülem is ép marad."

### Viana
1507-ben Ezio végre Cesare nyomára akadt a spanyolországi Viana ostrománál. Ezio átküzdötte magát a gyalogságon, és végül sikerült sarokba szorítania Cesarét a kastély falánál. Heves csata árán sikerült tönkretennie Cesare páncélzatét, majd véglegesen legyőzte őt. Cesare továbbra is ragaszkodott ahhoz, hogy ő nem halhat meg emberi kéz által, ezért Ezio a sors kezébe helyezte, és a halálba taszította a bástyáról.
Ezután Ezio elvitte az Éden Almáját egy Kamrába a Santa Maria Aracoeli alá, Juno Templomán belül.

### Az Alma megszerzése
Desmond nem sokkal azután, hogy átélte ezt az emléket, kikelt az Animusból, és társait hallgatta, amint azok a Kamrába való bejutás lehetséges módjait tárgyalták meg. Amikor Rebecca megemlítette, hogy a bejáratott egy jelszó kimondásával lehet feltárni, áramszünet következett be, lehetetlenné téve, hogy az Animus segítségével derítsék ki a jelszót. Desmond azonban rájött, hogy a Kamra ajtaján látott jel egyezik a villa falára rajzolttal. Shaun kiderítette, hogy a szimbólum alá rejtett számsorozatok Isten 72 nevére vonatkoznak, ezért a jelszó 72 lesz.
Az Asszaszinok ezután a római Colosseumhoz utaztak, ahol Desmond elvált a többiektől, hogy megtalálja a Kamrához vezető utat. Ahogy a földalatti folyosón haladt, megjelent előtte az Első Civilizáció egyik képviselője, Juno, aki hosszasan beszélt az emberiség bukásáról.
Miután bejutott a Santa Maria Aracoelibe, Desmond kinyitotta társainak az ajtót, majd nem sokkal ezután megjelent a szeme előtt egy emlék, melyben Ezio fut át a templomon. Követte őt, és aktivált egy rudakból és karokból álló rendszert, melynek köszönhetően végül egy kis emelvény emelkedett fel a padlóból. Miután ráhelyezte a kezét, Desmond aktiválta azt, és így mind a négyen lesüllyedtek a Kamra bejáratának szintjére.
Desmond kimondta a jelszót, mire az ajtó kitárult, és egy nagy üres kamra jelent meg a szemük előtt, középen egy magas platformmal, melyen az Alma volt elhelyezve. Desmond aktiválta a platformhoz vezető lépcsőt, úgy, hogy végigugrált egy pillérsoron. Mindeközben Juno hangja visszhangzott a barlangban, jelképesen beszélt az emberekről, az Éden Darabkáiról és egy "hatodik érzékről." Csupán Desmond volt képes hallani szavait.
Shaun megemlítette, hogy a két legfeltűnőbb jelet, a frígiai sapkát, és a Mindent látó szemet csak egy helyen használták egyszerre. Ekkor viszont Desmond felemelte az Almát, az idő megállt, és az Asszaszin teste felett átvette az irányítást Juno. Desmond minden erőfeszítése ellenére Junónak sikerült rákényszerítenie, hogy előpattintsa rejtett pengéjét, és hasba döfje Lucyt. Mindketten öntudatlan állapotban hulltak a földre, Lucy körül pedig patakokban folyt a vér.
Később William Milest és egy másik ismeretlen férfi hangját lehetett hallani, amint arról beszélnek, hogy Desmond sokkot kapott. William megparancsolta a többieknek, hogy tegyék vissza Desmondot az Animusba. A többiek tiltakoztak, arra hivatkozva, hogy a gép már így is elég rossz hatással volt rá. Desmond kómába esett, de William elmondta, hogy túl fogja élni.

## Helyszínek

### Egyjátékos
- Róma
- Monteriggioni
- Monte Circeo (Harcigép küldetés)
- Nápoly (Harcigép küldetés)
- Colli Albani (Harcigép küldetés)
- Valnerina (Harcigép küldetés)
- Tivoli (Harcigép küldetés)
- Viana
- Firenze (Cristina emlék)
- Ferrara (Da Vinci Eltűnése küldetés)
- Velence (Cristina emlék)

### Többjátékos
- Róma
- Firenze
- Velence
- Siena
- Forlì
- Castel Gandolfo
- Monteriggioni
- San Donato
- Mont Saint-Michel (Downloadable Content)
- Pienza (Dowloadable Content)
- Alhambra (Downloadable Content)

## Fegyverek
Ezen kívül két fegyver együttes használata is lehetővé vált, melyet a fő fegyver ikonja feletti kisebb jel mutat. Például a rejtett pisztolyt párosíthatjuk a karddal, és a dobókéseket a rövid pengékkel.
Megjegyzés: A csillaggal (*) megjelölt fegyvereket először a Brotherhood-ban használhattuk.
- Hosszú-kardok
- Számszeríj*
- Kettős rejtett penge
- Mérgezett lövőpenge*
- Rejtett pisztoly
- Tőrök
- Dárdák, alabárdok, és lándzsák
- Dobókések
- Harci kalapácsok és buzogányok
- Nehézfegyverek
- Az Éden Almája*

## Többjátékos mód
Az Assassin's Creed: Brotherhood az első többjátékos móddal ellátott Assassin's Creed játék. A játékosok Templomosok benne, akiket az Abstergo létesítményében képeznek ki az Animusok és a vérzés effekt segítségével harcra, lopakodásra és szabadfutásra. A szimulációban követni kell és megölni a másikat a reneszánsz kor helyszíneihez rendkívül hasonlító területeken.

## Letölthető tartalmak

### Egyjátékos
- Copernicus-összeesküvés (2010) (PS3-exkluzív)
- Da Vinci eltűnése (2011)

### Többjátékos
- Animus Project Update 1.0 (2010)
- Animus Project Update 2.0 (2011)
- Animus Project Update 3.0 (2011)

## Kiadások

### Kódex-kiadás
- Reneszánsz gyűjtői láda.
- Altaïr kódexe.
- Róma stratégiai térképe.
- Többjátékos karakterkártyák.
- Az Assassin's Creed: Lineage rövidfilm (csak az európai kiadásban).
- A játék zenéje.
- Bónusz lemez.
  - Így készült az Assassin’s Creed: Brotherhood videó.
  - Digitális első bepillantás az új képregénysorozatba.
  - Előzetesek.
- Két exkluzív egyjátékos pálya (Aqua Gear és Traianusz-piac).
- Két exkluzív többjátékos karakter: (A Harlequin és a Hivatalnok)
- Helmschmied Drachen páncélzat.
- Három ubiworkshop dizájn kártya.

### Auditore-kiadás
- Áttetsző doboz Ezio 3D thermoform portréjával.
- Többjátékos karakterkártyák.
- Aqua Gear exkluzív egyjátékos pálya.
- Az Assassin's Creed: Lineage rövidfilm DVD-n.
- Helmschmied Drachen páncélzat.
- Három ubiworkshop dizájn kártya.

### Gyüjtői kiadás
- Gyűjtői fekete doboz.
- Harlequin felhúzós baba (csak GameStopnál rendelőknek) vagy Doktor felhúzós baba (a többi részt vevő boltnál).
- Harlequin többjátékos karakter (csak a GameStopnál).
- Két exkluzív egyjátékos pálya (Aqua Gear és Traianusz-piac).
- Róma stratégiai térképe
- Exkluzív artbook.
- Bónusz lemez.
  - Exkluzív "Így készült az Assassin’s Creed: Brotherhood" videó.
  - Digitális első bepillantás az új képregénysorozatba.
  - Előzetesek és fejlesztői naplók.
  - A játék zenéje.
- Helmschmied Drachen páncélzat. (Csak az Amazon.com előrendelőinek).

### Különleges kiadás
- Exkluzív csomagolás.
- Exkluzív egyjátékos pálya: Traianusz-piac.
- A Hivatalnok többjátékos karakter.

### HMV-exkluzív kiadás
- Exkluzív csomagolás.
- Exkluzív egyjátékos pálya: Aqua Gear
- A Harlequin többjátékos karakter.

### Digitális Deluxe Kiadás (Csak PC-n)
- Trainausz piac és az Aquaductok
- A Harlequin és a Hivatalnok többjátékos karakterek.
- Helmschmied Drachen páncélzat.
- Altaïr kódexe.
- Többjátékos karakterkártyák.
- Róma stratégiai térképe.
- Assassin’s Creed: Lineage
- Így készült az Assassin’s Creed: Brotherhood.
- A játék zenéje.

*Csak Steamen elérhető.

### Da Vinci-kiadás (Az Év Játéka kiadás)
- Da Vinci eltűnése DLC.
- Két exkluzív egyjátékos pálya (Aqua Gear és Traianusz-piac).
- A Harlequin, Hivatalnok, Dama Rossa, Lovag, Marquis, és Pária többjátékos karakterek.
- Helmschmied Drachen páncélzat.

## Fejlesztés
Az Assassin's Creed: Brotherhood-ot a Ubisoft Montreal fejlesztette. A Montreal a másik két fő Assassin's Creed játékon is dolgozott, ezért választották a Brotherhood gyártását vezető csoporttá. Egy új, többjátékos módot is tartalmazó Assassin's Creed játékot a Ubisoft 2009 harmadik pénzügyi negyedévében elért eredményekkel együtt jelentették be, de ekkor még név nélkül. 2010 májusának elején a GameStop egyik munkatársa egy előrendelői dobozról készült képet rakott fel az Internetre, melyen már szerepelt az Assassin's Creed: Brotherhood cím, a Ubisoft ekkor még csak Facebookon és Twitteren kezdte el beharangozni új játékát. A Ubisoft ezután megerősítette ezen képek hitelességét. A Brotherhood nem kapott saját számozást, mint az Assassin's Creed II, mert ahhoz a játékosok, de még maguk a fejlesztők is új környezetet és új őst vártak volna el, míg ez a játék csupán Ezio történetének folytatása.
A játékot főként a kanadai Ubisoft Montreal készítette, de a gyártást segítette négy másik Ubisoft fejlesztő: Annecy, Singapore, Bucharest és Québec City. A többjátékos módot főleg a Ubisoft Annecy készítette, ennek a stúdiónak a munkája a Tom Clancy's Splinter Cell: Chaos Theory-ben látható többjátékos mód is. A Ubisoft bejelentette, hogy letölthető tartalmakat (DLC) is terveznek a játék kiadása után. Két ingyenes DLC készült el végül, az "Animus Project Update 1.0" és az "Animus Project Update 2.0". Az "Animus Project Update 3.0"-t a megvásárolható "Da Vinci eltűnése" DLC mellé csatolták. Ami a futási sebességet illeti, a Ubisoft azt nyilatkozta, reményeik szerint a PlayStation 3 és az Xbox 360 verzió közötti különbség a Brotherhooddal kisebb lesz.
A játék még fejlesztés alatt állt, amikor a kreatív igazgató, Patrice Désilets kilépett még a játék 2010-es E3-on történő bemutatása előtt. A Ubisoft és a produkciós vezető, Jean-Francois Boivin elmondása szerint csak "alkotói szünetet" vett ki, miután elvégezte munkáját a Brotherhood-on. A többjátékos mód előzetesét még az E3 előtt feltöltötték a hivatalos holnapra. A játék első, filmszerű előzetesét a Ubisoft 2010-es, E3-as sajtótájékoztatóján vetítették le először, melyet a játék elejének bemutatása követett. Az Assassin's Creed: Brotherhood 2010. október 28-án érte el az arany besorolást. A Microsoft Windows gépekre szánt verzió a Tagès másolásvédelmet használja, valamint a Ubisoft online szolgáltatási platformját, de ezúttal nem vált szükségessé a folytonos internetkapcsolat a játékhoz. 2010. november 30-án kiadták a játék regény változatát. A könyv az előző játék feldolgozásának folytatása.

## Apróságok
- A játék főmenüjének háttere az Abstergo Animusának (1.28) kék, és az Asszaszinok Animus 2.0-jának fehér háttere között váltogat.
- A többjátékos módban, bár minden karakter Templomos, és az Abstergo 1.28-as Animusait használja, a deszinkronizációs és a beolvadás animáció az Animus 2.0-ból való.
- Nolan North, a Desmond Miles hangját kölcsönző színész még a hivatalos bejelentés előtt elismerte, hogy egy új Assassin's Creed játékon dolgozik, a fejlesztők pedig elmondták, hogy az ő története "érdekes fordulatot" vehet majd.
- A játék Xbox 360 és PS3 verziójának borítóján Ezio keresztbe tett kézzel látható, és kettős rejtett pengéjével felfelé mutató "X"-et formál, miközben a PC-s verzión a pengék lefelé mutatnak. (Az újabb kiadásokon ez egységesítve lett.)
- Ahogy ezen a videón látszik, a játék PC verziója támogatja a 3 képernyős játékot.